# グレゴリオ・フォンタナ (数学者)
グレゴリオ・フォンタナ（伊: Gregorio Fontana、1735年12月7日 - 1803年8月24日
）は、イタリアの数学者、 ピアリスト会修道士。ルジェル・ボスコヴィッチの後任としてパヴィア大学の数学教授を担当した。極座標系を導入した功績で知られる。

## 経歴
1735年、ロヴェレート近郊のノガレードに生まれた。4人きょうだいで、兄に物理学者のフェリーチェ・フォンタナがいる。
ピアリスト会が運営していたコレジオ・ナザレノかコレジオ・カラサンツィオで学び、1754年にサン・ローレンツォ・イン・ピシバスに入った。この際、グレゴリオに改名した。
1757年から、ナザレノで哲学と数学を教えた。
フォンタナは、18世紀当時の著名な数学者ファニャーノや、Sebastiano Canterzani、ピオ・ファントーニ、パオロ・フリージらと交流があった。
1763年、兄とともにボローニャ科学アカデミーに加わった。その後、トリノ科学アカデミーや王立協会等にも所属した。1764年3月、パヴィア大学で論理学と形而上学の講師となり、30年以上の間パヴィアに滞在した。当時のパヴィアにはピアリスト会の教会がなく、フォンタナは宗教から距離を置き始めた。
1799年のオーストリアによるロンバルディア奪還戦争により、共和主義を支持したとして逮捕され、1800年5月まで拘留された。
1803年6月頃、ミラノに移住した。拘留などにより衰弱していたフォンタナは、錯乱状態に陥り、自殺未遂をすることもあった。8月、急激に体調を損ない、24日に没した。

## 数学
フォンタナはドイツ語やフランス語を独学し、ジョージ・アトウッドやド・モアブルの著作などを翻訳することで数学の進歩に大きく貢献した。
一方、Prodromo della nuova enciclopedia italiana に寄稿した記事がジアン・フランチェスコ・マルファッティに批判されるなど、他の数学者と対立することもしばしばあった。

## 作品
- Delle altezze barometriche e di alcuni insigni paradossi relativi alle medesime. Bolzani, Giuseppe. (1771)
- Dissertazione idrodinamica. (1775)
- (ラテン語) Disquisitiones physico-mathematicae. (1780)
- Dissertazione sul computo dell'errore probabile nelle sperienze ed osservazioni. (1781)
- Ricerche sopra diversi punti concernenti l'analisi infinitesimale e la sua applicazione alla fisica. Comino, Baldassare. (1793)

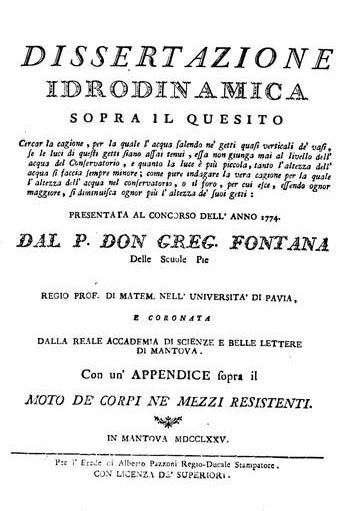
Dissertazione idrodinamica, 1775
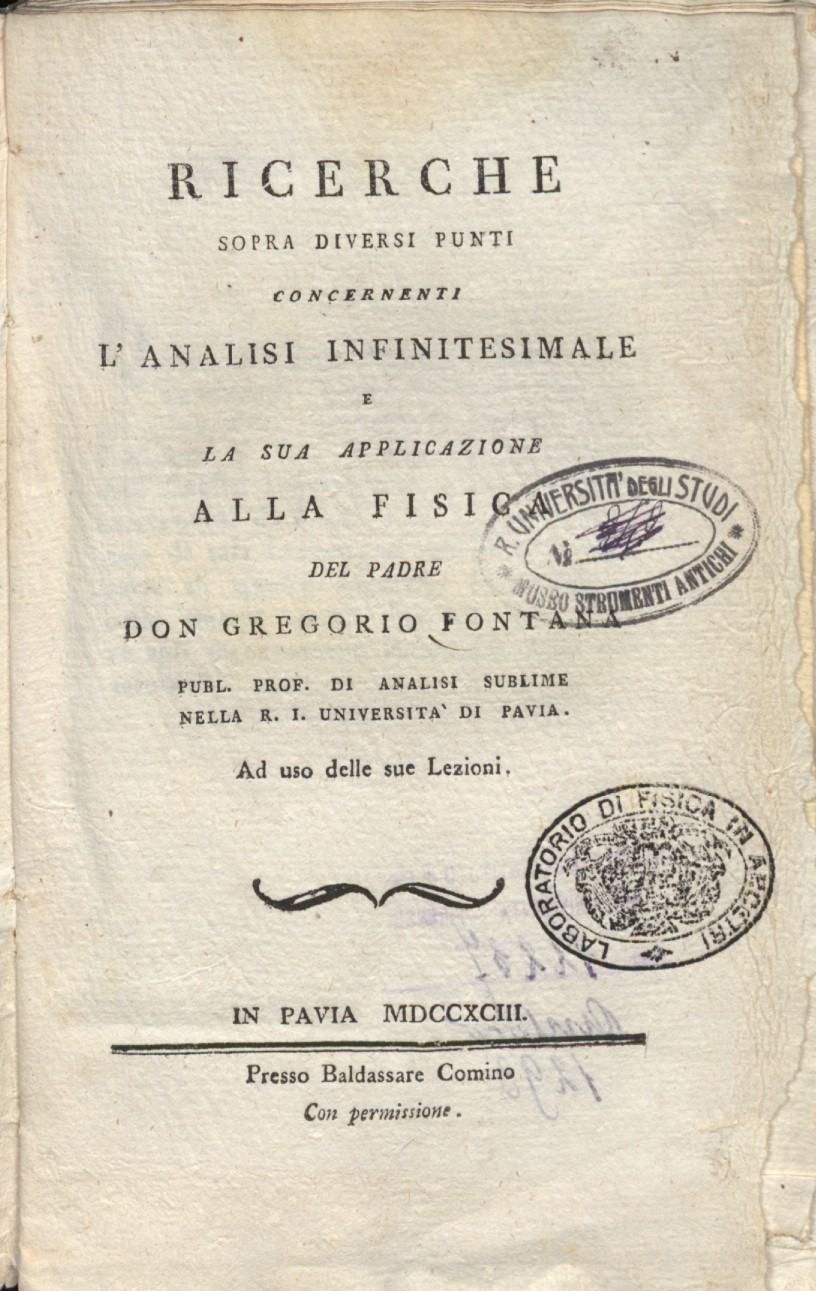
Ricerche sopra diversi punti concernenti l'analisi infinitesimale e la sua applicazione alla fisica, 1793